# Qiao Shi
Qiao Shi (chinesisch 乔石, Pinyin Qiáo Shí; * Dezember 1924 in Dinghai (Provinz Zhejiang); † 14. Juni 2015 in Peking) war ein chinesischer kommunistischer Politiker, Vorsitzender des Ständigen Ausschusses des Nationalen Volkskongresses und Mitglied des Ständigen Ausschusses des Politbüros der Kommunistischen Partei Chinas.

## Studium und Zeit des Zweiten Weltkrieges
Qiao Shi, der 1924 als Jiang Zhitong (chinesisch 蒋志彤, Pinyin Jiǎng Zhìtóng) geboren wurde, war ein entfernter Verwandter von Chiang Kai-shek. Bereits im August 1940 trat er in die Kommunistische Partei Chinas (KPCh) ein. Während seines Studiums an der Tongji-Universität von Shanghai beteiligte er sich in einer Studentenbewegung gegen die von Chiang Kai-shek geführte Kuomintang. Während dieser Zeit änderte er seinen Geburtsnamen zunächst in Jiang Qiao Shi, der sich im Chinesischen nur durch zwei Striche von Chiang Kai-shek unterscheidet, um im Untergrund zu arbeiten, aber auch um seine Begeisterung für die Revolution zu zeigen. Von 1945 bis 1949 war er Sekretär der Studentenorganisation der KPCh an der Tongji-Universität.

## Volksrepublik China

### Ära von Mao Zedong und Zeit der Kulturrevolution
Nach der Gründung der Volksrepublik China 1949 war er zunächst mehrere Jahre Mitarbeiter des All-Chinesischen Kommunistischen Jugendbundes. Zwischen 1954 und 1962 war er Arbeiter im Eisen- und Stahlwerk von Anshan in der Provinz Liaoning.
1963 wurde er Mitarbeiter der für die Planung der Außenpolitik zuständigen Internationalen Abteilung des Zentralkomitees (ZK) der KPCh. Während der Kulturrevolution von 1966 bis 1976 wurde Qiao Shi und seine Familie allerdings wegen ihrer entfernten biologischen Verwandtschaft zu Chiang Kai-shek verfolgt. Einer seiner Söhne, der die Verfolgungen und Demütigungen leid war, überzeugte den Rest der Familie zur erneuten Namensänderung. Dieser Schritt wurde von den Roten Garden und den Anhängern der Kulturrevolution als revolutionär und als Bruch mit der Vergangenheit angesehen. Qiao Shi selbst befand sich zu dieser Zeit wie viele andere verfolgte Kader in Haft und konnte somit nichts gegen die durch seine Kinder erfolgte Namensänderung ausrichten.

### Geheimdienstkoordinator und Stellvertretender Ministerpräsident
Nach dem Ende der Kulturrevolution wurde er wieder Mitarbeiter der Internationalen Abteilung des ZK und stieg dort vom Analysten zum Leiter der Abteilung und Kandidaten des Sekretariats des ZK im Jahr 1982 auf. Auf dem 12. Parteitag der KPCh wurde er 1982 außerdem zum Mitglied des ZK gewählt. Anschließend war er Leiter der Hauptabteilung sowie der Organisationsabteilung des ZK. Nach der Aufdeckung eines chinesischen Doppelagenten in der amerikanischen Central Intelligence Agency (CIA) folgte er 1985 dem früheren Parteisekretär von Shanghai Chen Pixian als Leiter der Zentralen Disziplinarkommission der KPCh. Zugleich erfolgte seine Ernennung zum Mitglied des Politbüros des ZK. Als solcher war er von 1985 bis 1998 für die Nationale Sicherheit und die Geheimdienste verantwortlich.
1986 wurde er zusätzlich Stellvertretender Ministerpräsident und übernahm als solcher die Zuständigkeit für die Bereiche Recht und Ordnung. In der folgenden Zeit trat er insbesondere für die Verkündung eines „Neuen Rechts“ über den Umgang mit den Ausschreitungen während der Ära von Mao Zedong und insbesondere der Kulturrevolution ein.

### Aufstieg zum Mitglied des Ständigen Ausschusses und Parlamentspräsidenten
Auf dem 13. und 14. Parteitag der KPCh 1987 und 1992 wurde er zum Mitglied des Ständigen Ausschusses des Politbüros der Kommunistischen Partei Chinas gewählt. Nach dem Tian’anmen-Massaker vom 3. und 4. Juni 1989 behielt er trotz seiner pro-demokratischen Haltung seine Ämter.
Am 27. März 1993 wurde er zusätzlich als Präsident des Ständigen Ausschusses des Nationalen Volkskongresses (NVK) Parlamentspräsident. Damit nahm er offiziell den dritten Rang innerhalb der chinesischen Staats- und Parteiführung ein. In dieser Funktion gewann er insbesondere wegen seines ausgewiesenen Einsatzes für das „Neue Recht“ im Gegensatz zur Tendenz zur Selbstdarstellung des damaligen Präsidenten Jiang Zemin Popularität. Die Wahl zum Parlamentspräsidenten wurde von Beobachtern als Entmachtung gewertet, da dieses Amt im Vergleich mit dem bisherigen Amt als Stellvertretender Ministerpräsident und Geheimdienstkoordinator überwiegend repräsentative Aufgaben beinhaltet.

### Spekulationen über seinen Machtverlust
Nach dem 15. Parteitag der KPCh 1997 schied er aus dem Ständigen Ausschuss des Politbüros und seinen weiteren Parteiämtern aus. Offiziell wurde dies mit seinem Alter von 73 Jahren begründet. Andererseits gingen Spekulationen von Massenmedien aus Hongkong, Taiwan und des Westens davon aus, dass Qiao Shi nach dem Tod von Deng Xiaoping an einem Machtkampf mit Jiang Zemin beteiligt war, den er schließlich verlor. Am 16. März 1998 gab er schließlich auch sein Amt als Vorsitzender des Ständigen Ausschusses des Nationalen Volkskongresses an den bisherigen Ministerpräsidenten Li Peng ab.